# شیادان (فیلم ۱۹۹۲)
شیادان فیلمی محصول سال ۱۹۹۲ و به کارگردانی فیل آلدن رابینسون است. در این فیلم بازیگرانی همچون رابرت ردفورد، دن اکروید، بن کینگزلی، مری مکدانل، ریور فینیکس، سیدنی پوآتیه، دیوید استراترن، استیون توبولوسکی، تیموتی بوسفیلد، ادی جونز، جرج هرن، دانل لوگ، لی گارلیگتون، جیمز ارل جونز ایفای نقش کرده‌اند.